# Bidessodes hamadae
Bidessodes hamadae är en skalbaggsart som beskrevs av Braga och Ferreira, Jr. 2009. Bidessodes hamadae ingår i släktet Bidessodes och familjen dykare. Inga underarter finns listade i Catalogue of Life.